# Doble conforme
Doble conforme es una garantía del procedimiento penal integrante del debido proceso, que exige que para poder condenar a una persona por un delito, se hayan dictado dos sentencias condenatorias sucesivas. El principio del doble conforme deriva del principio de doble instancia, que exige que al menos dos jueces o dos tribunales en instancias sucesivas examinen y se pronuncien en un caso judicial, a fin de reducir las posibilidades de error o arbitrariedad judicial. Con el mismo fin, el doble conforme ha sido adoptado para los casos penales, exigiendo que para que exista una condena válida, no basta que un juez o un tribunal considere culpable a la persona acusada, sino que es necesario que un segundo juez o tribunal llegue a la misma conclusión.
La garantía ha sido formulada en la Convención Americana sobre Derechos Humanos (Pacto de San José) en su artículo 8.2, inciso h), que dice que "Toda persona inculpada de delito tiene... h) derecho de recurrir del fallo ante juez o tribunal superior". La Corte Interamericana de Derechos Humanos (CIDH) confirmó y dio formulación precisa a esta garantía en el caso “Mohamed vs. Argentina”, del 23 de noviembre de 2012.

## Detalle
La garantía del doble conforme, al igual que la garantía de la doble instancia, tienen su fundamento en la convicción de que toda sentencia corre el riesgo de ser errónea y tiene como objetivo reducir las posibilidades de que se produzca un error judicial, así como evitar la arbitrariedad judicial.
La garantía ha sido formulada en la Convención Americana sobre Derechos Humanos (Pacto de San José) en su artículo 8.2, inciso h), que dice que "Toda persona inculpada de delito tiene... h) derecho de recurrir del fallo ante juez o tribunal superior". La Corte Interamericana de Derechos Humanos (CIDH) confirmó y dio formulación precisa a esta garantía en el caso “Mohamed vs. Argentina”, del 23 de noviembre de 2012.